# Vuelta a España 2021
Vuelta a España 2021 var den 76:e upplagan av det spanska etapploppet Vuelta a España. Cykelloppets 21 etapper kördes mellan den 14 augusti och 5 september 2021 med start i Burgos och målgång i Santiago de Compostela. Loppet startade inuti katedralen i Burgos som hade 800-årsjubileum under 2021. Loppet var en del av UCI World Tour 2021 och vanns av slovenska Primož Roglič från cykelstallet Jumbo–Visma för tredje året i rad.

## Deltagande lag
| WorldTeams (19)- AG2R Citroën Team - Astana-Premier Tech - Bahrain Victorious - Bora-Hansgrohe - Cofidis - Deceuninck-Quick Step - EF Education-Nippo - Groupama-FDJ - Ineos Grenadiers - Intermarché-Wanty-Gobert Matériaux - Israel Start-Up Nation - Jumbo-Visma - Lotto Soudal - Movistar Team - Team BikeExchange - Team DSM - Qhubeka NextHash - Trek-Segafredo - UAE Team Emirates ProTeams (4)- Alpecin-Fenix - Burgos-BH - Caja Rural-Seguros RGA - Euskaltel-Euskadi |
| |

## Etapper
| Etapp | Datum  | Start – mål                                       | type        | Distans (km) | Höjdskillnad (m) | Etappvinnare        | Totalledare          |
| ----- | ------ | ------------------------------------------------- | ----------- | ------------ | ---------------- | ------------------- | -------------------- |
| 1     | 14 aug | Burgos – Burgos                                   | Tempoetapp  | 7,1          | 87 m             | Primož Roglič       | Primož Roglič        |
| 2     | 15 aug | Caleruega – Burgos                                | Flack etapp | 166,7        | 1 049 m          | Jasper Philipsen    | Primož Roglič        |
| 3     | 16 aug | Santo Domingo de Silos – Espinosa de los Monteros | Bergsetapp  | 202,8        | 2 787 m          | Rein Taaramäe       | Rein Taaramäe        |
| 4     | 17 aug | Burgo de Osma-Ciudad de Osma – Molina de Aragón   | Flack etapp | 163,9        | 1 534 m          | Fabio Jakobsen      | Rein Taaramäe        |
| 5     | 18 aug | Tarancón – Albacete                               | Flack etapp | 184,4        | 640 m            | Jasper Philipsen    | Kenny Elissonde      |
| 6     | 19 aug | Requena – Cullera                                 |             | 158,3        | 901 m            | Magnus Cort         | Primož Roglič        |
| 7     | 20 aug | Gandia – Balcón de Alicante                       | Bergsetapp  | 152          | 3 707 m          | Michael Storer      | Primož Roglič        |
| 8     | 21 aug | Santa Pola (kommun) – La Manga del Mar Menor      | Flack etapp | 173,7        | 923 m            | Fabio Jakobsen      | Primož Roglič        |
| 9     | 22 aug | Puerto Lumbreras – Alto de Velefique              | Bergsetapp  | 188          | 4 725 m          | Damiano Caruso      | Primož Roglič        |
|       | 23 aug | Vilodag                                           | Vilodag     |              |                  |                     |                      |
| 10    | 24 aug | Roquetas de Mar (kommun) – Rincón de la Victoria  |             | 189          | 2 350 m          | Michael Storer      | Odd Christian Eiking |
| 11    | 25 aug | Antequera – Valdepeñas de Jaén                    |             | 133,6        | 2 647 m          | Primož Roglič       | Odd Christian Eiking |
| 12    | 26 aug | Jaén – Córdoba                                    |             | 175          | 2 018 m          | Magnus Cort         | Odd Christian Eiking |
| 13    | 27 aug | Bélmez – Villanueva de la Serena (kommun)         | Flack etapp | 203,7        | 1 642 m          | Florian Sénéchal    | Odd Christian Eiking |
| 14    | 28 aug | Don Benito – La Villuerca                         | Bergsetapp  | 165,7        | 3 448 m          | Romain Bardet       | Odd Christian Eiking |
| 15    | 29 aug | Navalmoral de la Mata – El Barraco                | Bergsetapp  | 197,5        | 3 860 m          | Rafał Majka         | Odd Christian Eiking |
|       | 30 aug | Vilodag                                           | Vilodag     |              |                  |                     |                      |
| 16    | 31 aug | Laredo – Santa Cruz de Bezana                     | Flack etapp | 180          | 2 275 m          | Fabio Jakobsen      | Odd Christian Eiking |
| 17    | 1 sep  | Unquera – Lagos de Covadonga                      | Bergsetapp  | 185,8        | 4 437 m          | Primož Roglič       | Primož Roglič        |
| 18    | 2 sep  | Salas – Altu d'El Gamoniteiru                     | Bergsetapp  | 162,6        | 4 957 m          | Miguel Ángel López  | Primož Roglič        |
| 19    | 3 sep  | Tapia de Casariego – Monforte de Lemos            |             | 191,2        | 3 513 m          | Magnus Cort         | Primož Roglič        |
| 20    | 4 sep  | Sanxenxo – Mos                                    | Bergsetapp  | 202,2        | 4 199 m          | Clément Champoussin | Primož Roglič        |
| 21    | 5 sep  | Padrón – Santiago de Compostela                   | Tempoetapp  | 33,8         | 636 m            | Primož Roglič       | Primož Roglič        |

## Tröjutveckling
| Etapp           | Vinnare             | Totaltävlingen       | Poängtävlingen   | Bergstävlingen | Ungdomstävlingen | Lagtävlingen            | Mest offensiva cyklisten |
| --------------- | ------------------- | -------------------- | ---------------- | -------------- | ---------------- | ----------------------- | ------------------------ |
| 1               | Primož Roglič       | Primož Roglič        | Primož Roglič    | Sepp Kuss      | Andrea Bagioli   | Team Jumbo–Visma        | ingen vinnare            |
| 2               | Jasper Philipsen    | Primož Roglič        | Jasper Philipsen | Sepp Kuss      | Andrea Bagioli   | Team Jumbo–Visma        | Diego Rubio              |
| 3               | Rein Taaramäe       | Rein Taaramäe        | Jasper Philipsen | Rein Taaramäe  | Egan Bernal      | UAE Team Emirates       | Julen Amezqueta          |
| 4               | Fabio Jakobsen      | Rein Taaramäe        | Fabio Jakobsen   | Rein Taaramäe  | Egan Bernal      | UAE Team Emirates       | Ángel Madrazo            |
| 5               | Jasper Philipsen    | Kenny Elissonde      | Jasper Philipsen | Rein Taaramäe  | Egan Bernal      | UAE Team Emirates       | Oier Lazkano             |
| 6               | Magnus Cort         | Primož Roglič        | Jasper Philipsen | Rein Taaramäe  | Egan Bernal      | Movistar Team           | Joan Bou                 |
| 7               | Michael Storer      | Primož Roglič        | Jasper Philipsen | Pavel Sivakov  | Egan Bernal      | Movistar Team           | Michael Storer           |
| 8               | Fabio Jakobsen      | Primož Roglič        | Fabio Jakobsen   | Pavel Sivakov  | Egan Bernal      | Movistar Team           | Aritz Bagües             |
| 9               | Damiano Caruso      | Primož Roglič        | Fabio Jakobsen   | Damiano Caruso | Egan Bernal      | Movistar Team           | Julen Amezqueta          |
| 10              | Michael Storer      | Odd Christian Eiking | Fabio Jakobsen   | Damiano Caruso | Egan Bernal      | Ineos Grenadiers        | Matteo Trentin           |
| 11              | Primož Roglič       | Odd Christian Eiking | Fabio Jakobsen   | Damiano Caruso | Egan Bernal      | Ineos Grenadiers        | Jonathan Lastra          |
| 12              | Magnus Cort         | Odd Christian Eiking | Fabio Jakobsen   | Damiano Caruso | Egan Bernal      | Ineos Grenadiers        | Julen Amezqueta          |
| 13              | Florian Sénéchal    | Odd Christian Eiking | Fabio Jakobsen   | Damiano Caruso | Egan Bernal      | Ineos Grenadiers        | Álvaro Cuadros           |
| 14              | Romain Bardet       | Odd Christian Eiking | Fabio Jakobsen   | Romain Bardet  | Egan Bernal      | Ineos Grenadiers        | Daniel Navarro           |
| 15              | Rafał Majka         | Odd Christian Eiking | Fabio Jakobsen   | Romain Bardet  | Egan Bernal      | Ineos Grenadiers        | Rafał Majka              |
| 16              | Fabio Jakobsen      | Odd Christian Eiking | Fabio Jakobsen   | Romain Bardet  | Egan Bernal      | Ineos Grenadiers        | Jetse Bol                |
| 17              | Primož Roglič       | Primož Roglič        | Fabio Jakobsen   | Romain Bardet  | Egan Bernal      | Team Bahrain Victorious | Egan Bernal              |
| 18              | Miguel Ángel López  | Primož Roglič        | Fabio Jakobsen   | Michael Storer | Egan Bernal      | Team Bahrain Victorious | Michael Storer           |
| 19              | Magnus Cort         | Primož Roglič        | Fabio Jakobsen   | Michael Storer | Egan Bernal      | Team Bahrain Victorious | Andreas Kron             |
| 20              | Clément Champoussin | Primož Roglič        | Fabio Jakobsen   | Michael Storer | Gino Mäder       | Team Bahrain Victorious | Ryan Gibbons             |
| 21              | Primož Roglič       | Primož Roglič        | Fabio Jakobsen   | Michael Storer | Gino Mäder       | Team Bahrain Victorious | ingen vinnare            |
| Slutlig vinnare | Slutlig vinnare     | Primož Roglič        | Fabio Jakobsen   | Michael Storer | Gino Mäder       | Team Bahrain Victorious | Magnus Cort              |

## Resultat

### Sammanlagt
| \| Totaltävlingen \| Totaltävlingen \| Totaltävlingen \| Totaltävlingen \| Totaltävlingen \| \| Cyklist \| Cyklist \| Lag \| Tid \| \| \| -------------- \| -------------------- \| ---------------------------------- \| -------------- \| -------------- \| \| 1. \| Primož Roglič \| Jumbo-Visma \| 83t 55' 29" \| \| \| 2. \| Enric Mas \| Movistar Team \| + 4' 42" \| \| \| 3. \| Jack Haig \| Bahrain Victorious \| + 7' 40" \| \| \| 4. \| Adam Yates \| Ineos Grenadiers \| + 9' 06" \| \| \| 5. \| Gino Mäder \| Bahrain Victorious \| + 11' 33" \| \| \| 6. \| Egan Bernal \| Ineos Grenadiers \| + 13' 27" \| \| \| 7. \| David de la Cruz \| UAE Team Emirates \| + 18' 33" \| \| \| 8. \| Sepp Kuss \| Jumbo-Visma \| + 18' 55" \| \| \| 9. \| Guillaume Martin \| Cofidis \| + 20' 27" \| \| \| 10. \| Felix Großschartner \| Bora-Hansgrohe \| + 22' 22" \| \| \| 11. \| Odd Christian Eiking \| Intermarché-Wanty-Gobert Matériaux \| + 25' 14" \| \| \| 12. \| Steven Kruijswijk \| Jumbo-Visma \| + 26' 42" \| \| \| 13. \| Juan Pedro López \| Trek-Segafredo \| + 31' 21" \| \| \| 14. \| Geoffrey Bouchard \| AG2R Citroën Team \| + 49' 09" \| \| \| 15. \| Rémy Rochas \| Cofidis \| + 52' 32" \| \| \| 16. \| Clément Champoussin \| AG2R Citroën Team \| + 57' 29" \| \| \| 17. \| Damiano Caruso \| Bahrain Victorious \| + 1t 05' 31" \| \| \| 18. \| Sam Oomen \| Jumbo-Visma \| + 1t 09' 25" \| \| \| 19. \| Óscar Cabedo \| Burgos-BH \| + 1t 12' 43" \| \| \| 20. \| Steff Cras \| Lotto-Soudal \| + 1t 22' 06" \| \| |                      |                                    |              |
| |                      |                                    |              |
| Källa: ProCyclingStats |                      |                                    |              |
| Totaltävlingen |                      |                                    |              |
| Cyklist | Cyklist              | Lag                                | Tid          |
| 1. | Primož Roglič        | Jumbo-Visma                        | 83t 55' 29"  |
| 2. | Enric Mas            | Movistar Team                      | + 4' 42"     |
| 3. | Jack Haig            | Bahrain Victorious                 | + 7' 40"     |
| 4. | Adam Yates           | Ineos Grenadiers                   | + 9' 06"     |
| 5. | Gino Mäder           | Bahrain Victorious                 | + 11' 33"    |
| 6. | Egan Bernal          | Ineos Grenadiers                   | + 13' 27"    |
| 7. | David de la Cruz     | UAE Team Emirates                  | + 18' 33"    |
| 8. | Sepp Kuss            | Jumbo-Visma                        | + 18' 55"    |
| 9. | Guillaume Martin     | Cofidis                            | + 20' 27"    |
| 10. | Felix Großschartner  | Bora-Hansgrohe                     | + 22' 22"    |
| 11. | Odd Christian Eiking | Intermarché-Wanty-Gobert Matériaux | + 25' 14"    |
| 12. | Steven Kruijswijk    | Jumbo-Visma                        | + 26' 42"    |
| 13. | Juan Pedro López     | Trek-Segafredo                     | + 31' 21"    |
| 14. | Geoffrey Bouchard    | AG2R Citroën Team                  | + 49' 09"    |
| 15. | Rémy Rochas          | Cofidis                            | + 52' 32"    |
| 16. | Clément Champoussin  | AG2R Citroën Team                  | + 57' 29"    |
| 17. | Damiano Caruso       | Bahrain Victorious                 | + 1t 05' 31" |
| 18. | Sam Oomen            | Jumbo-Visma                        | + 1t 09' 25" |
| 19. | Óscar Cabedo         | Burgos-BH                          | + 1t 12' 43" |
| 20. | Steff Cras           | Lotto-Soudal                       | + 1t 22' 06" |

### Övriga tävlingar
| Poängtävlingen | Poängtävlingen   | Poängtävlingen        | Poängtävlingen | Poängtävlingen |
| Cyklist        | Cyklist          | Lag                   | Poäng          |                |
| -------------- | ---------------- | --------------------- | -------------- | -------------- |
| 1.             | Fabio Jakobsen   | Deceuninck-Quick Step | 250 poäng      |                |
| 2.             | Primož Roglič    | Jumbo-Visma           | 199 poäng      |                |
| 3.             | Magnus Cort      | EF Education-Nippo    | 161 poäng      |                |
| 4.             | Matteo Trentin   | UAE Team Emirates     | 145 poäng      |                |
| 5.             | Enric Mas        | Movistar Team         | 120 poäng      |                |
| 6.             | Alberto Dainese  | Team DSM              | 120 poäng      |                |
| 7.             | Michael Matthews | BikeExchange          | 114 poäng      |                |
| 8.             | Andrea Bagioli   | Deceuninck-Quick Step | 101 poäng      |                |
| 9.             | Egan Bernal      | Ineos Grenadiers      | 96 poäng       |                |
| 10.            | Arnaud Démare    | Groupama-FDJ          | 91 poäng       |                |

| Poängtävlingen | Poängtävlingen   | Poängtävlingen        | Poängtävlingen | Poängtävlingen |
| Cyklist        | Cyklist          | Lag                   | Poäng          |                |
| -------------- | ---------------- | --------------------- | -------------- | -------------- |
| 1.             | Fabio Jakobsen   | Deceuninck-Quick Step | 250 poäng      |                |
| 2.             | Primož Roglič    | Jumbo-Visma           | 199 poäng      |                |
| 3.             | Magnus Cort      | EF Education-Nippo    | 161 poäng      |                |
| 4.             | Matteo Trentin   | UAE Team Emirates     | 145 poäng      |                |
| 5.             | Enric Mas        | Movistar Team         | 120 poäng      |                |
| 6.             | Alberto Dainese  | Team DSM              | 120 poäng      |                |
| 7.             | Michael Matthews | BikeExchange          | 114 poäng      |                |
| 8.             | Andrea Bagioli   | Deceuninck-Quick Step | 101 poäng      |                |
| 9.             | Egan Bernal      | Ineos Grenadiers      | 96 poäng       |                |
| 10.            | Arnaud Démare    | Groupama-FDJ          | 91 poäng       |                |

| Ungdomstävlingen | Ungdomstävlingen    | Ungdomstävlingen       | Ungdomstävlingen | Ungdomstävlingen |
| Cyklist          | Cyklist             | Lag                    | Tid              |                  |
| ---------------- | ------------------- | ---------------------- | ---------------- | ---------------- |
| 1.               | Gino Mäder          | Bahrain Victorious     | 84t 07' 02"      |                  |
| 2.               | Egan Bernal         | Ineos Grenadiers       | + 1' 54"         |                  |
| 3.               | Juan Pedro López    | Trek-Segafredo         | + 19' 48"        |                  |
| 4.               | Rémy Rochas         | Cofidis                | + 40' 59"        |                  |
| 5.               | Clément Champoussin | AG2R Citroën Team      | + 45' 56"        |                  |
| 6.               | Steff Cras          | Lotto-Soudal           | + 1t 10' 33"     |                  |
| 7.               | Jefferson Cepeda    | Caja Rural-Seguros RGA | + 1t 47' 21"     |                  |
| 8.               | Pavel Sivakov       | Ineos Grenadiers       | + 1t 53' 14"     |                  |
| 9.               | Gotzon Martín       | Euskaltel-Euskadi      | + 1t 59' 06"     |                  |
| 10.              | Michael Storer      | Team DSM               | + 2t 11' 12"     |                  |

| Ungdomstävlingen | Ungdomstävlingen    | Ungdomstävlingen       | Ungdomstävlingen | Ungdomstävlingen |
| Cyklist          | Cyklist             | Lag                    | Tid              |                  |
| ---------------- | ------------------- | ---------------------- | ---------------- | ---------------- |
| 1.               | Gino Mäder          | Bahrain Victorious     | 84t 07' 02"      |                  |
| 2.               | Egan Bernal         | Ineos Grenadiers       | + 1' 54"         |                  |
| 3.               | Juan Pedro López    | Trek-Segafredo         | + 19' 48"        |                  |
| 4.               | Rémy Rochas         | Cofidis                | + 40' 59"        |                  |
| 5.               | Clément Champoussin | AG2R Citroën Team      | + 45' 56"        |                  |
| 6.               | Steff Cras          | Lotto-Soudal           | + 1t 10' 33"     |                  |
| 7.               | Jefferson Cepeda    | Caja Rural-Seguros RGA | + 1t 47' 21"     |                  |
| 8.               | Pavel Sivakov       | Ineos Grenadiers       | + 1t 53' 14"     |                  |
| 9.               | Gotzon Martín       | Euskaltel-Euskadi      | + 1t 59' 06"     |                  |
| 10.              | Michael Storer      | Team DSM               | + 2t 11' 12"     |                  |

| Bergstävlingen | Bergstävlingen | Bergstävlingen     | Bergstävlingen | Bergstävlingen |
| Cyklist        | Cyklist        | Lag                | Poäng          |                |
| -------------- | -------------- | ------------------ | -------------- | -------------- |
| 1.             | Michael Storer | Team DSM           | 80 poäng       |                |
| 2.             | Romain Bardet  | Team DSM           | 61 poäng       |                |
| 3.             | Primož Roglič  | Jumbo-Visma        | 51 poäng       |                |
| 4.             | Damiano Caruso | Bahrain Victorious | 33 poäng       |                |
| 5.             | Rafał Majka    | UAE Team Emirates  | 33 poäng       |                |
| 6.             | Jack Haig      | Bahrain Victorious | 23 poäng       |                |
| 7.             | Sepp Kuss      | Jumbo-Visma        | 19 poäng       |                |
| 8.             | Enric Mas      | Movistar Team      | 17 poäng       |                |
| 9.             | Egan Bernal    | Ineos Grenadiers   | 16 poäng       |                |
| 10.            | Fabio Aru      | Qhubeka NextHash   | 16 poäng       |                |

| Bergstävlingen | Bergstävlingen | Bergstävlingen     | Bergstävlingen | Bergstävlingen |
| Cyklist        | Cyklist        | Lag                | Poäng          |                |
| -------------- | -------------- | ------------------ | -------------- | -------------- |
| 1.             | Michael Storer | Team DSM           | 80 poäng       |                |
| 2.             | Romain Bardet  | Team DSM           | 61 poäng       |                |
| 3.             | Primož Roglič  | Jumbo-Visma        | 51 poäng       |                |
| 4.             | Damiano Caruso | Bahrain Victorious | 33 poäng       |                |
| 5.             | Rafał Majka    | UAE Team Emirates  | 33 poäng       |                |
| 6.             | Jack Haig      | Bahrain Victorious | 23 poäng       |                |
| 7.             | Sepp Kuss      | Jumbo-Visma        | 19 poäng       |                |
| 8.             | Enric Mas      | Movistar Team      | 17 poäng       |                |
| 9.             | Egan Bernal    | Ineos Grenadiers   | 16 poäng       |                |
| 10.            | Fabio Aru      | Qhubeka NextHash   | 16 poäng       |                |

| Lagtävlingen | Lagtävlingen                       | Lagtävlingen | Lagtävlingen |
| Lag          | Lag                                | Tid          |              |
| ------------ | ---------------------------------- | ------------ | ------------ |
| 1.           | Bahrain Victorious                 | 252t 19' 35" |              |
| 2.           | Jumbo-Visma                        | + 7' 26"     |              |
| 3.           | Ineos Grenadiers                   | + 32' 18"    |              |
| 4.           | UAE Team Emirates                  | + 1t 05' 10" |              |
| 5.           | Intermarché-Wanty-Gobert Matériaux | + 1t 15' 05" |              |
| 6.           | Movistar Team                      | + 1t 17' 16" |              |
| 7.           | AG2R Citroën Team                  | + 1t 43' 04" |              |
| 8.           | Cofidis                            | + 2t 15' 39" |              |
| 9.           | Trek-Segafredo                     | + 2t 38' 20" |              |
| 10.          | Team DSM                           | + 2t 59' 49" |              |

| Lagtävlingen | Lagtävlingen                       | Lagtävlingen | Lagtävlingen |
| Lag          | Lag                                | Tid          |              |
| ------------ | ---------------------------------- | ------------ | ------------ |
| 1.           | Bahrain Victorious                 | 252t 19' 35" |              |
| 2.           | Jumbo-Visma                        | + 7' 26"     |              |
| 3.           | Ineos Grenadiers                   | + 32' 18"    |              |
| 4.           | UAE Team Emirates                  | + 1t 05' 10" |              |
| 5.           | Intermarché-Wanty-Gobert Matériaux | + 1t 15' 05" |              |
| 6.           | Movistar Team                      | + 1t 17' 16" |              |
| 7.           | AG2R Citroën Team                  | + 1t 43' 04" |              |
| 8.           | Cofidis                            | + 2t 15' 39" |              |
| 9.           | Trek-Segafredo                     | + 2t 38' 20" |              |
| 10.          | Team DSM                           | + 2t 59' 49" |              |